# Сарния (Онтарио)
Са́рния (англ. Sarnia) — город в Канадской провинции Онтарио.
Население — 71 419 человек (2006), с пригородами — 88 793 жителя.
Сарния — крупнейший город на озере Гурон, один из южных городов Канады. В городе начинается река Сент-Клэр, через которую проложен мост Blue Water Bridge, ведущий в США.
Есть четыре нефтеперерабатывающих завода.

## Уроженцы и личности, связанные с городом
- Дино Сиссарелли — хоккеист НХЛ.
- Пэт Вербик — хоккеист НХЛ.
- Джеффри Дастин — хоккеист НХЛ.
- Санни Леоне (р. 1981) — фотомодель и порноактриса.
- Александр Маккензи — канадский премьер-министр.
- Майкл Маринаро (р. 1992) — канадский фигурист выступающий в парном разряде.
- Сид Мейер — разработчик компьютерных игр.
- Кевин Шарп — английский футболист, победитель юношеского Чемпионата Европы.
- Крис Хэдфилд — канадский лётчик-испытатель, астронавт канадского космического агентства.
- Кетрин Райан[англ.] — канадская комик, писательница, телеведущая и актриса, проживающая в Соединенном Королевстве.

## Галерея

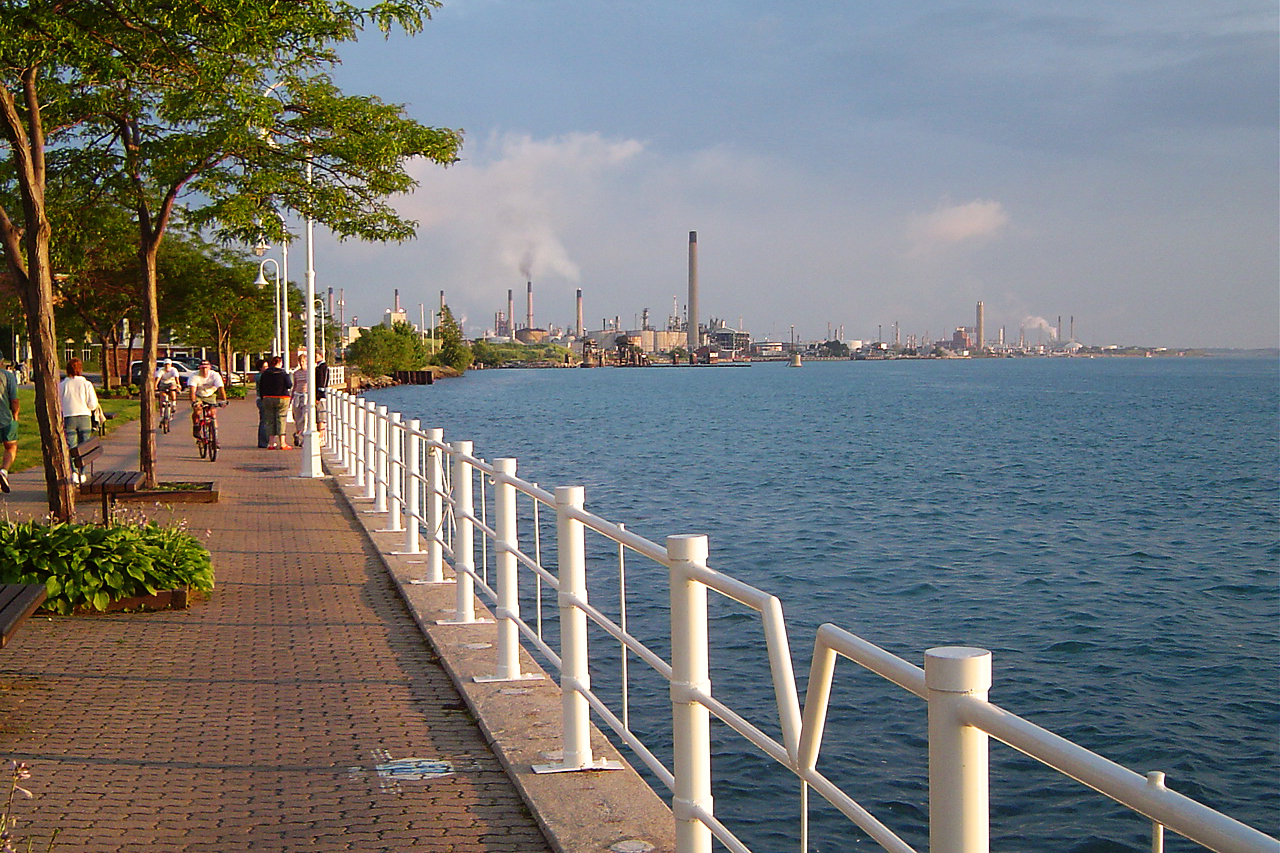
Берег озера
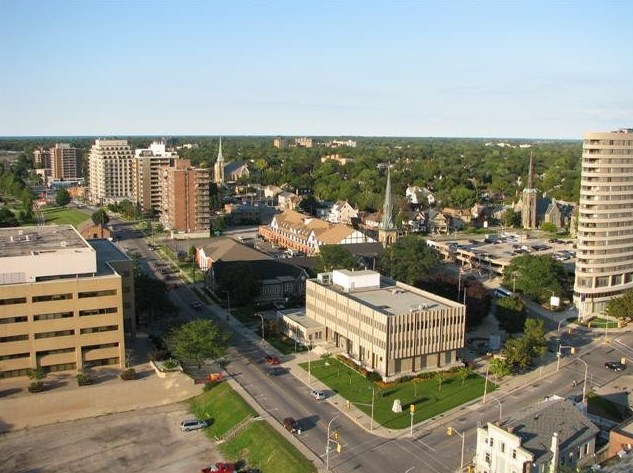
Центр города